# De Tegenfilm
De Tegenfilm is een Nederlandse documentaire uit 2008 van Ersin Kiris en Vincent van der Lem. De film is een reactie op de plannen van Tweede Kamerlid Geert Wilders om een film over de Koran te maken. In De Tegenfilm onderzoekt Ersin Kiris de achtergrond van Wilders, en gaat hij op zoek naar "de grenzen van de vrijheid van meningsuiting".

## Plot
De film opent met een fictief NOS Journaal uit 2015, waarin wordt gemeld dat het precies vijf jaar geleden is dat de sharia in Nederland is ingevoerd.
Dit wordt opgevoerd als het schrikbeeld van Wilders. Ersin Kiris stelt hierna de vraag waar Wilders' antipathie tegen moslims vandaan komt. Hij reist af naar Wilders' geboorteplaats Venlo, waar hij onderzoekt of er sprake is van etnische spanningen.
Kiris interviewt psycholoog Bram Bakker over Wilders' jeugd. Ook spreekt hij met politicoloog André Krouwel over Wilders' strategie en hoe hij hier als moslim mee moet omgaan.
Daarnaast zijn in De Tegenfilm animaties met karikaturen van Wilders te zien.

## Reacties
Martin Bosma van Wilders' PVV stelde Kamervragen over De Tegenfilm. Hij was van mening dat "het onverteerbaar is dat NOS-decors, -tunes en -logo’s gebruikt zijn. De NOS wordt betaald door alle Nederlanders en is er niet voor om eenzijdig de linkse orthodoxie uit te venten.”
De NOS zei geen enkele medewerking aan de film te hebben verleend, en dat de in de film zichtbare materialen en fragmenten zonder toestemming van de NOS waren gebruikt.